# Esqui cross-country nos Jogos Olímpicos de Inverno de 1956
O esqui cross-country dos Jogos Olímpicos de Inverno de 1956 consistiu de quatro eventos para homens e dois eventos para mulheres. Algumas mudanças no programa da modalidade ocorreram em 1956: a prova de 18 km foi encurtada para 15 km, e foi adicionada a prova de 30 km masculino. Foi integrado ao programa uma prova de revezamento feminino, os 3x5km. As disputas ocorreram entre 27 de janeiro e 4 de fevereiro em Cortina d'Ampezzo.

## Medalhistas
Masculino
| Evento                       | Ouro                                                                             | Prata                                                                       | Bronze                                                                        |
| ---------------------------- | -------------------------------------------------------------------------------- | --------------------------------------------------------------------------- | ----------------------------------------------------------------------------- |
| 15 km detalhes               | Hallgeir Brenden NOR Noruega                                                     | Sixten Jernberg SWE Suécia                                                  | Pavel Kolchin URS União Soviética                                             |
| 30 km detalhes               | Veikko Hakulinen FIN Finlândia                                                   | Sixten Jernberg SWE Suécia                                                  | Pavel Kolchin URS União Soviética                                             |
| 50 km detalhes               | Sixten Jernberg SWE Suécia                                                       | Veikko Hakulinen FIN Finlândia                                              | Fyodor Terentyev URS União Soviética                                          |
| Revezamento 4x10 km detalhes | Fyodor Terentyev Pavel Kolchin Nikolay Anikin Vladimir Kuzin URS União Soviética | August Kiuru Jorma Kortelainen Arvo Viitanen Veikko Hakulinen FIN Finlândia | Lennart Larsson Gunnar Samuelsson Per-Erik Larsson Sixten Jernberg SWE Suécia |

Feminino
| Evento                      | Ouro                                                         | Prata                                                                 | Bronze                                                     |
| --------------------------- | ------------------------------------------------------------ | --------------------------------------------------------------------- | ---------------------------------------------------------- |
| 10 km detalhes              | Lyubov Kozyreva URS União Soviética                          | Radia Yeroshina URS União Soviética                                   | Sonja Edström SWE Suécia                                   |
| Revezamento 3x5 km detalhes | Sirkka Polkunen Mirja Hietamies Siiri Rantanen FIN Finlândia | Lyubov Kozyreva Alevtina Kolchina Radya Yeroshina URS União Soviética | Irma Johansson Anna-Lisa Eriksson Sonja Edström SWE Suécia |

## Quadro de medalhas
| Ordem | País                | Medalha de ouro | Medalha de prata | Medalha de bronze |    |
| ----- | ------------------- | --------------- | ---------------- | ----------------- | -- |
| 1     | URS União Soviética | 2               | 2                | 3                 | 7  |
| 2     | FIN Finlândia       | 2               | 2                |                   | 4  |
| 3     | SWE Suécia          | 1               | 2                | 3                 | 6  |
| 4     | NOR Noruega         | 1               |                  |                   | 1  |
| TOTAL | TOTAL               | 6               | 6                | 6                 | 18 |